# DP-Lager Hanau
Das DP-Lager Hanau entstand nach dem am 28. März 1945 erfolgten Einmarsch der US-Army in Hanau. Es wurde zunächst in zwei ehemaligen Wehrmachts-Kasernen im Hanauer Lamboy-Viertel eingerichtet und war als Assembly Center (Sammelzentrum) für Displaced Persons (DPs) geplant, die von hier aus repatriiert werden sollten. Im Zuge der weiteren Entwicklungen wurde aus dem Sammellager aber mehr und mehr ein Aufenthaltslager mit längerer Verweildauer, in dem sich dann vorwiegend baltische Flüchtlinge aufhielten.:S. 12 1949/50 fungierte das DP-Lager Hanau als zentrale hessische Einrichtung, da die anderen Lager in Hessen aufgelöst worden waren. Am 30. November 1950 endete die Geschichte des DP-Lagers Hanau. Dessen letzte  Bewohner wurden in die Obhut der Städte Frankfurt am Main und Hanau übergeben.:S. 215

## Das DP-Lager Hanau in zeitgenössischen Quellen

### Das Tagebuch des Harry Heath
In der 2006 erschienenen Geschichte der Fremd- und Zwangsarbeiter in Hanau von Edgar Thielemann bildet das Kapitel über das DP-Lager nur noch den knappen Abschluss des Buches. Eine wichtige Quelle stand ihm damals allerdings auch noch nicht zur Verfügung: Das Tagebuch des ersten Leiters des DP-Lagers, das erst 2022 durch die Publikation von Alice Noll bekannt wurde. Autor dieses Tagebuchs war der Brite Harry Heath, der von April 1945 bis Juni 1947 als freiwilliger Mitarbeiter der UNRRA das Lager leitete. Allerdings erstreckt sich dessen Tagebuch nur auf die Zeit bis zum 31. Dezember 1945 und endet laut Noll abrupt. Trotzdem ermöglicht dieses Dokument einen umfassenden Einblick in die Situation und in die Verwaltung des Lagers in seiner Anfangszeit. Das Tagebuch wird zudem ergänzt durch umfangreiche Erläuterungen der Herausgeberin Alice Noll, einer Historikerin und ehemaligen Studiendirektorin an der Hanauer Karl-Rehbein-Schule, und durch Erinnerungen von Heath’ Ehefrau Muriel Gardner-Heath. Noll sah ihre Aufgabe als Herausgeberin darin, das Tagebuch, das als „Zeitzeugenbericht eine subjektive historische Quelle“ darstelle, „durch den Abgleich mit offiziellen Dokumenten zur Planung, Durchführung und Beurteilung des alliierten DP-Programms aus amerikanischen und britischen Archiven“ zu verifizieren.:S. 13 Ein umfangreicher Anmerkungsapparat veranschaulicht und vertieft die Tagebucheinträge von Heath.
Harry Heath (1896–1951), der am Ersten Weltkrieg teilgenommen hatte und für seinen Einsatz in Deutschland zum Major ernannt wurde:S. 17, war vor seinem Einsatz in Hanau „leitender Angestellter für Flüchtlingsangelegenheiten im Ministerium für Arbeit in London“.:S. 11 Zu seinem Team, dem UNRRA-Team 27, gehörten anfangs außer ihm als Direktor seine Frau Muriel als leitende Sozialarbeiterin im Rang eines Leutnants, die Britin Pamela N. Deed als Verwaltungsleiterin, der französische Arzt Pierre P. Clement als Medizinischer Leiter und zwei weitere Franzosen als Fahrer (A. Thomas und S. Bounefon).:S. 17; S. 20  Das UNRRA-Team war einer Spezialgruppe innerhalb der für zivile Angelegenheiten zuständigen Abteilung der SHAEF-Militär-Administration unterstellt, mit der gemeinsam Heath das Lager leitete. Ab Oktober 1945 fungierte er als alleiniger Lagerleiter, blieb aber weiterhin der Militärverwaltung gegenüber verantwortlich.:S. 9 Noll beschreibt die Rolle der UNRRA in dieser Konstellation als eine

„des Gehilfen als Vollstrecker der politisch-militärischen Vorgaben […]. Während die Beschaffung der Grundversorgung und Unterkunft (durch die Beschlagnahmung von Kasernen und Häuser) in der Hand des Militärs liegt, ist es Aufgabe des Lagerleiters, ein geordnetes Zusammenleben innerhalb der Lager zu ermöglichen, dort die gerechte Verteilung der angelieferten Güter, einschließlich der internationalen Sachspenden aller Art, zu gewährleisten und das primäre Ziel der Rückführung von Tausenden in ihre Heimatländer lagerintern zu organisieren.“

Dass mit Heath ein Zivilist die Lagerleitung ausübte, war nicht selbstverständlich und sorgte häufig für Reibereien, da Heath den ihm anvertrauten Menschen mit einer anderen Einstellung gegenübertrat als die Militärs, für die die Repatriierung der DPs oberste Priorität hatte. Noll führt das auch auf Heath′s Persönlichkeit und Wertorientierung zurück, die ihn befähigten, seine Spielräume innerhalb der Hierarchie zu nutzen,

„urn den vom NS-System gedemütigten und bedrohten Menschen als Hilfe zur Wiederherstellung ihres Selbstwertgefühls und zur Erleichterung ihrer Rückkehr in ein normales Leben die Möglichkeit zur physischen wie auch psychischen Gesundung zu verschaffen. Unter diesem Gesichtspunkt fördert er alle lagerinternen Initiativen zur Rückgewinnung von Lebensfreude und Zukunftsperspektiven. Dies ist seine Interpretation des UNRRA-Auftrags zur Rehabilitierung, d.h. Wiederherstellung der Opfer, ein Begriff, der innerhalb der UNRRA-Organisation unterschiedlich verstanden wird und anfangs noch keiner verbindlichen inhaltlichen Festlegung unterliegt. Rehabilitierung deutet Heath als Auftrag, sich auch den psychischen Bedürfnissen der Lagerinsassen anzunähern.“

Allerdings bestand auch in Hanau die Gefahr, dass ein Armee-Offizier die Lagerleitung übernehmen könnte. Für Heath, der sich „keinen einfallslosen Armee-Major über mir“:S. 77 vorstellen wollte, war diese Gefahr erst Anfang Juli 1945 gebannt, nachdem ihm mitgeteilt wurde, dass die Idee einer militärischen Lagerleitung nicht mehr weiter verfolgt würde. Er wertete das als eine Anerkennung der Arbeit von ihm und seinem Team.:S. 78 Im November 1945 wurde die Lagerleitung in anderen Camps endgültig vom Militär auf die UNRRA übertragen. Das Team von Heath wurde verstärkt, und er erhielt einen Stellvertreter zur Seite gestellt.:S. 129, Anmerkung 150

### Aron Bernsteins Dissertation über das DP-Lager Hanau aus dem Jahr 1950
Nicht weniger von Bedeutung für das Wissen über die Geschichte des DP-Lagers Hanau ist die 1950 fertiggestellte Dissertation von Aron Bernstein (* 5. Juli 1923 in Korelitsche – † 14. April 2013 in den USA), eines Holocaust-Überlebenden, der selber als Displaced Person nach Deutschland kam. Bernstein erlebte 1939 die sowjetische Besetzung Ostpolens in der Folge des Hitler-Stalin-Pakts und 1941 den deutschen Überfall auf die Sowjetunion. Danach überlebte er mehrere Ghettos und Konzentrationslager, zuletzt Mauthausen. Nach der Befreiung durch die US-Army blieb er zunächst in Österreich und begann dann im September 1946 ein zahnmedizinisches Studium an der Goethe-Universität in Frankfurt am Main. In diesem Kontext verfasste er die für einen Zahnmediziner auf den ersten Blick ungewöhnliche Dissertation über Das DP (displaced persons)-Lager Hanau und seine Gesundheitsverhältnisse. Anm. Bernsteins knappe (nur 40 Seiten starke) aber durch Quellen und Statistiken gut belegte Arbeit wurde von dem Hygieniker Hans Schlossberger betreut und befasste sich überwiegend mit den hygienischen Verhältnissen und der Ernährungslage im DP-Lager Hanau während der Jahre 1945 bis 1949. Ein Kapitel der Arbeit war der zahnärztlichen Versorgung des Lagers gewidmet und betraf somit das Fachgebiet, in dem Bernstein im März 1950 die ärztliche Prüfung bestand.
Für Markus Häfners Aufsatz über die Displaced Persons in Hanau, eine der seltenen Arbeiten über dieses Thema, war Bernsteins Dissertation eine wichtige Grundlage, weil dessen „Erhebungen unmittelbar am historischen Ereignis vorgenommen wurden“. Damit sei Bernsteins „Zahlen mehr Vertrauen zu schenken“:S. 210, Anmerkung 28 als späteren Arbeiten zu diesem Thema. Bernsteins Dissertation, das Tagebuch von Harry Heath und die zusätzlichen Informationen von Alice Noll ermöglichen einen umfassenden Blick in die Struktur und den Alltag des DP-Lagers Hanau.

## Die Geschichte des Lagers

### Fremdarbeiter in Hanau
Nach der letzten Volkszählung vor dem Ausbruch des Zweiten Weltkriegs lebten am 17. Mai 1939 in dem Gewerbe- und Industriestandort Hanau 42.191 Einwohner.:S. 23 Dieser Einwohnerzahl, die sich im Laufe des Krieges drastisch reduzierte, stand bald eine wachsende Anzahl von Kriegsgefangenen sowie ausländischen Zivil- und Fremdarbeitern gegenüber. Am 1. April 1943 waren in 26 über das Stadtgebiet verteilten Lagern 241 Kriegsgefangene und 1.741 ausländische Fremdarbeiter untergebracht, die überwiegend in der Industrie und in der Landwirtschaft Zwangsarbeit leisten mussten. Diese Zahlen stiegen in den Folgemonaten weiter an:S. 55, und erst recht mit dem nahenden Ende des Zweiten Weltkriegs, als nun ehemalige Fremdarbeiter auch von weiter her nach Hanau strömten und das Gros der Displaced Persons stellten.
Eine für die US-amerikanischen Behörden zwischen 1947 und 1949 erstellte Suchliste über in Hanau lebende Ausländer verzeichnete 10.009 Personen aus über 30 Nationen, von denen lediglich 378 – darunter 198 Juden – nicht als Fremdarbeiter anzusehen waren. Die größten Gruppen stellten die Franzosen mit 2.027 Personen und die laut Statistik als Russen geführten Menschen, die vor allem aus Russland, Weißrussland und der Ukraine stammten: 3.449. Eine dritte große Gruppe bildeten die Polen mit 1.722 Personen.:S. 293 Die Zahlen des Ehepaares Heath, die von einer nur geringfügig anderen Gesamtzahl der DPs berichten, vermitteln allerdings für das Jahr 1945 eine von Thielemanns Zahlen abweichende Zusammensetzung der Hanauer DPs.

### Die Frühphase des Lagers unter der Leitung von Harry Heath
Schon vor dem Ende des Zweiten Weltkriegs hatten die US-amerikanischen Besatzungsbehörden Überlegungen darüber angestellt, wie nach einem Sieg über Nazi-Deutschland mit den Millionen von Verschleppten umzugehen sei. Vorrangiges Ziel war deren geordnete Rückführung (Repatriierung) in die jeweiligen Herkunftsländer. Zu diesem Zweck wurden in den befreiten Gebieten Sammelzentren (Assembly Centers) eingerichtet, die DP-Lager. Mit der Einrichtung dieser Zentren einher ging das Versprechen des Militärs, dort bis zur eigentlichen Rückführung in die Heimatländer Unterkunft, Verpflegung und medizinische Versorgung zur Verfügung zu stellen. Das alles sollte in enger Kooperation mit der UNRRA erfolgen.:S. 8 Als Folge davon „strömten in den Sommer- und Herbstmonaten russische Staatsangehörige aus allen Gegenden Westdeutschlands nach Hanau, von wo aus die Repatriierung durchgeführt wurde“.:S. 8 Die Auseinandersetzungen um diese Repatriierungen sind ein fortlaufendes Thema im Tagebuch von Harry Heath, ebenso auch die Auseinandersetzungen zwischen den Nationalitätengruppen, aber auch die gemeinsam gefeierten Feste und die sozialen und kulturellen Entwicklungen.
Harry Heath besuchte erstmals am 20. April 1945 das Lager in Hanau, das zu dem Zeitpunkt noch von weiblichen Angehörigen der französischen Mission Militaire de Liaison Administrative (MMLA) geleitet wurde., der viele weibliche Freiwillige angehörten. Bei Noll heißt es über sie, „die als Krankenschwestern, Ärztinnen, Sozialarbeiterinnen die alliierten Truppen bei ihrem Vormarsch durch Europa begleiten[:] Sie unterstützen die Armeen bei der Versorgung und Rückführung von Tausenden befreiter Kriegsgefangenen, Flüchtlingen und Displaced Persons. In dieser Funktion sind sie in Hanau bereits vor Ankunft des UNRRA-Teams im Einsatz.“:S. S. 22, Anmerkung 24 Die Französinnen hatte die Verantwortung für etwa 10.600 Lagerbewohner, die in der Francois-Kaserne und in der Hutier-Kaserne untergebracht waren:S. 8 – getrennt nach zwei Nationalitätengruppen: Russen (so Heath, der nicht zwischen den Nationalitätengruppen innerhalb der Sowjetunion unterschied) und Polen:S. 21, wobei letztere in der Francois-Kaserne lebten, die Russen in der Hutier-Kaserne.:S. 24, Anmerkung 27 Zu diesen beiden Großgruppen (Russen = 6.001 Personen; Polen 3.254 Personen) gesellten sich weitere Gruppen unterschiedlicher Nationalität, wie Heath am 9. Mai 1945 in seinem Tagebuch vermerkte: 912 Italiener, 85 Serben, 27 Rumänen, 31 Esten und 87 Franzosen, von denen aber 70 Polizisten gewesen seien.:S. 40
Heath Frau Muriel gab in einem Rückblick:S. 145 eine andere Auskunft über die Herkunft der ersten 10.600 Lagerbewohner.
- Ein Drittel der Menschen sei aus Konzentrationslagern gekommen, die meisten aus Auschwitz-Birkenau, andere aus Dachau, Ravensbrück und Majdanek. Alice Noll zitiert aus einem Interview von Muriel Gardner-Heath aus dem Jahr 1998, in dem sich diese noch sehr gut an die Ankunft der KZ-Häftlinge in Hanau erinnern konnte, von denen viele ab August 1945 in das jüdische  DP-Camp Zeilsheim übergewechselt seien.[1]:S. 145, Anmerkung 173
- Ein weiteres Drittel sei aus den Zwangsarbeiterlagern gekommen, überwiegend aus den Lagern der Hanauer Dunlop-Werke und der zur Degussa gehörenden Deutsche Kunstleder-Werke GmbH.
- Das letzte Drittel habe vor allem aus polnischen und italienischen Kriegsgefangenen bestanden.

Muriel-Gardner sagte nichts über die große Gruppe der Russen und deren ethnische Zusammensetzung und bleibt auch hinsichtlich der jüdischen Lagerbewohner vage. Noll merkte dazu an, dass die Letzteren, weil sie „zu diesem Zeitpunkt noch keine eigene Nationalität besitzen, […] sie in der Lagerstatistik nicht als selbständige Gruppe [erschienen]. Sie werden vielmehr mehrheitlich unter die Polen (80 %) und in kleinerer Zahl unter die Litauer oder Rumänen eingeordnet. Lagerintern bauen sie keine eigenen Strukturen auf. Das erklärt auch, warum sie im Tagebuch von Lagerleiter Heath keine Erwähnung finden.“:S. 145–147, Anmerkung 176
Gardner-Heath zeigte auch, dass für sie und ihren Mann (beziehungsweise das gesamte UNRRA-Team) die Unterscheidung zwischen Russen und Ukrainern nicht von Bedeutung war, da beide aus der UdSSR stammten.

„Die Russen waren besonders misstrauisch gegenüber den Ukrainern und von Anfang an weigerten sich die Ukrainer, in russischen Camps untergebracht zu werden. Wir steckten sie mit den Polen zusammen. Sie behaupteten, sie seien keine Russen, obgleich ihr Land zur UdSSR gehöre. Sie seien eine Republik und nicht russisch. Die Russen behaupteten, dass viele Ukrainer aktiv mit den Deutschen zusammengearbeitet hätten. Es gäbe solche, die sogar in den Konzentrations- und Arbeitslagern mit den deutschen Herren kollaboriert hätten. Aber im Großen und Ganzen trennten die nationalen Gruppen untereinander selbst die Schafe von den Böcken. Sie wussten, welche ihrer Landsleute dem Feind geholfen hatten.“

Für Harry Heath und sein Tagebuch spielten all diese Differenzierungen keine Rolle. Sowohl in seinen Statistiken als auch in seinen Eintragungen unterscheidet er die ihm anvertrauten Menschen nach ihrer Nationalität und orientiert sich dabei an nationalen Zugehörigkeiten aus der Zeit vor dem Zweiten Weltkrieg. Gestützt auf diese Nationalitäten und ihre Vertreter organisiert er das Zusammenleben im Lager.

„Von Anfang an fordern die westlichen Alliierten die einzelnen nationalen Gruppen auf, eigene Sprecher und Vertreter zu bestimmen, an die sie ihre Anweisungen richten können. Bei Heaths Ankunft im Lager haben dementsprechend Russen, Polen, Italiener und andere in Selbstorganisation bereits Komitees gebildet, mit einem Sprecher oder „Chef“ an der Spitze, ferner einen Sicherheitsdienst - von Heath „Polizeichef“ genannt - zur Überwachung der Ordnung in den eigenen Reihen, sowie weiteren Referenten für Kultur, Schulen, Sport usw. Heath verwendet zur Bezeichnung des obersten Repräsentanten einer nationalen Gruppe durchgehend den Begriff „chief“. Es gelingt ihm innerhalb weniger Wochen, die Chefs regelmäßig zu gemeinsamen Sitzung zusammenzurufen. In den täglich um 11 Uhr stattfindenden Konferenzen informiert er über die neuesten Anweisungen der Militärbehörde, bespricht die dringlichsten Aufgaben und Probleme im Lager und macht Vorschläge für mögliche Abhilfen. Zwar erschweren auf jeder Seite unzureichende Sprachkenntnisse sowie fehlende Dolmetscher die Kommunikation, doch stellen diese Treffen für Heath grundsätzlich einen Austausch unter freien Menschen, denen er mit Respekt begegnet, dar. Damit gibt er den DPs Raum zur Mitwirkung und bis zu einem gewissen Grad eigenständigen Gestaltung ihres Alltags im Lager. Diese auf humanitärer Überzeugung beruhende Haltung kennzeichnet seinen Führungsstil. Er entspricht dem grundlegenden Motto von UNRRA „to help the people help themselves“, d.h. Hilfe zur Selbsthilfe zu geben. Allerdings setzt ihn seine Nachsicht und Verständnisbereitschaft bei mehreren Gelegenheiten der Kritik des Militärs aus, welches mangelnde Ordnung und Sauberkeit im Lager beanstandet.“

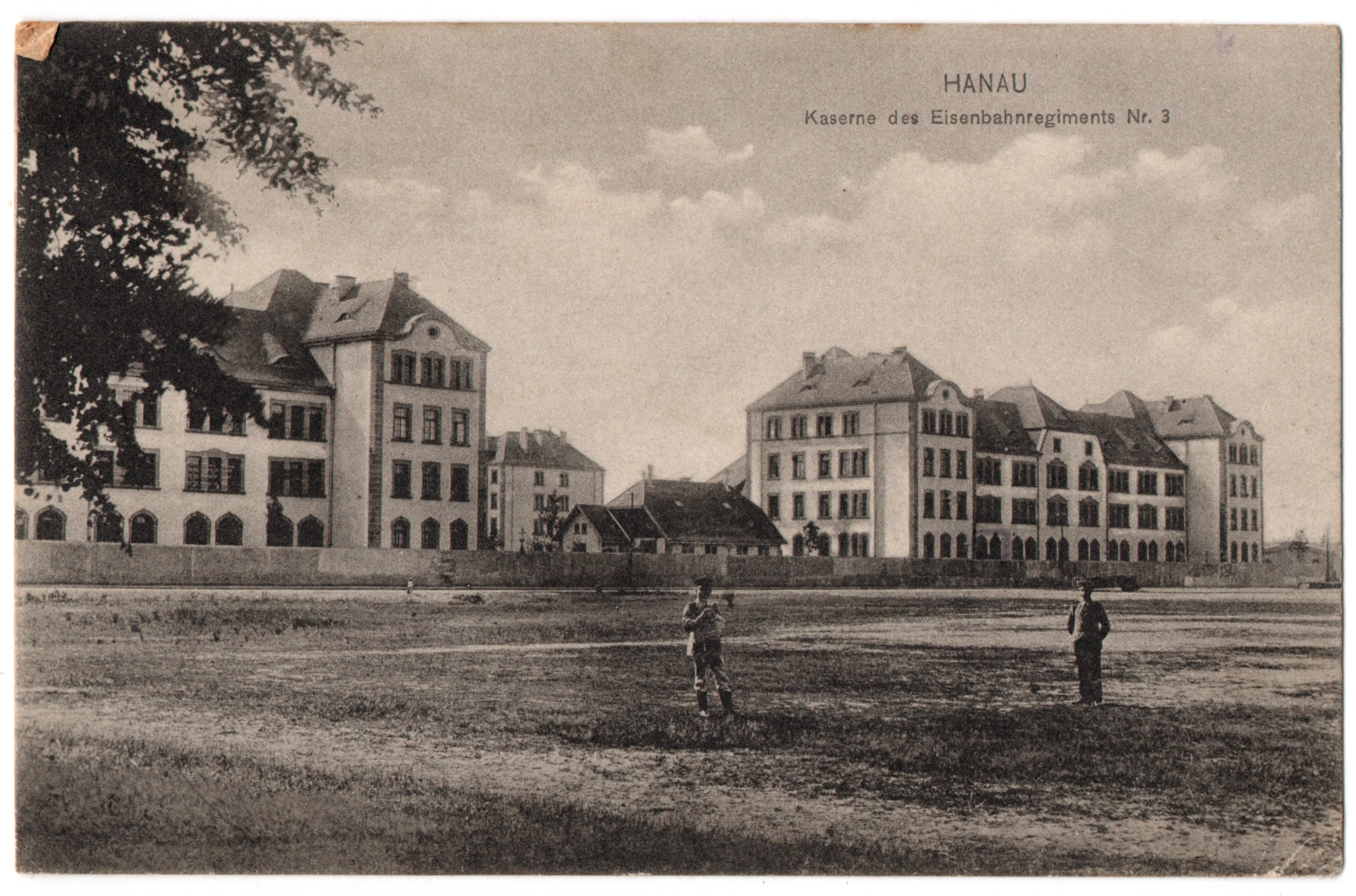
Ansicht der Hessen-Homburg-Kaserne im Jahre 1917

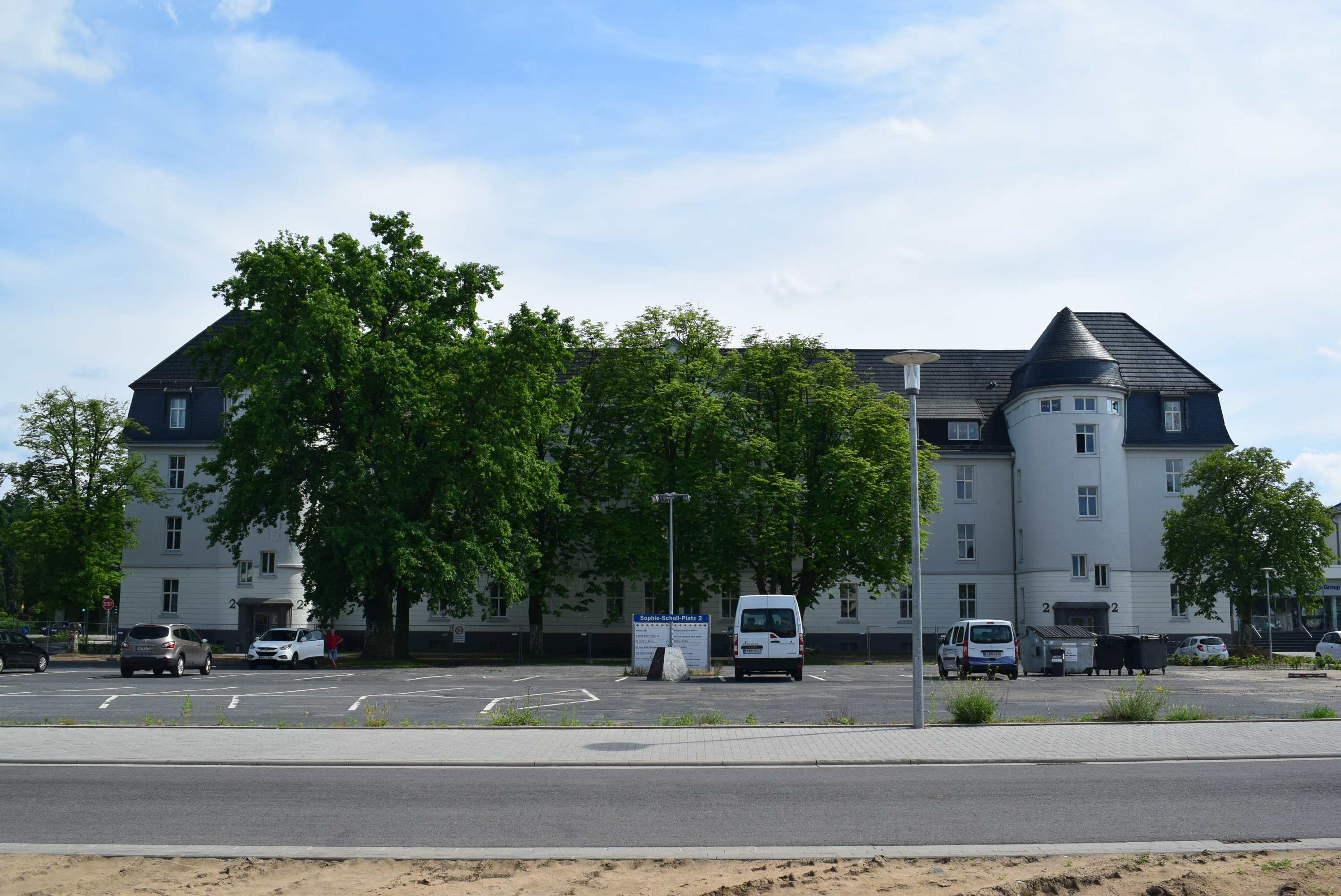
Ehemalige Hutier-Kaserne

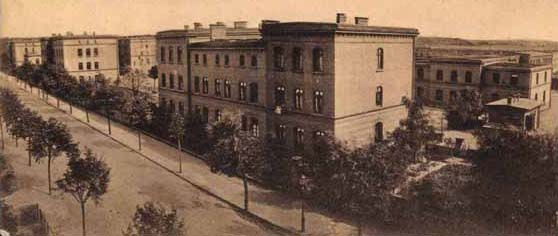
Ehemalige Ulanen-/spätere Francois-Kaserne

Schon am 20. April bei seinem ersten Besuch in Hanau (die offizielle Lagerleitung übernahm er erst am 22. April 1945) wurde Heath mit dem Problem sexueller Übergriffe konfrontiert. Die französische Lagerleiterin erzählte ihm davon, „dass vor zwei Nächten schwarze Soldaten der US-Armee versuchten, zu den russischen Frauen vorzudringen und dass ein Kampf stattfand, in dem ein Russe getötet wurde“.:S. 22  Heath musste allerdings erkennen, dass ein solcher Vorfall für die militärischen Vorgesetzten nur von geringer Bedeutung war. An seinem ersten offiziellen Arbeitstag in Hanau vermerkte er in seinem Tagebuch, dass Russen angezeigt worden seien, „50 Schafe und Kühe von den Deutschen gestohlen und ins Camp gebracht zu haben. Bei der Durchsuchung des Camps wurden nur noch 10 gefunden, der Rest war schon in den Kochtöpfen. Major Turner ist mehr beunruhigt über die Plünderungen der Russen außerhalb des Camps als über das Eindringen der Neger.“:S. 25
Um den Lageralltag für die ihm anvertrauten DPs erträglicher zu gestalten, versuchte Heath in den Trümmern von Frankfurt verwertbare Gegenstände aus zerstörten deutschen Haushalten zu finden.:S. 31 Hintergrund war nach Noll, dass Heath weder von der Militärverwaltung noch von der UNRRA Werkzeuge und Arbeitsmaterialien zur Verfügung gestellt bekam, um im Lager Reparaturarbeiten vornehmen zu können. Es sei ihm trotzdem gelungen, ein Arbeitsprogramm zu entwickeln, das auf der Mitarbeit der DPs basierte und zur Einrichtung einer wachsenden Zahl von Werkstätten führte. Für ihre Arbeiten wurden die DPs mit Bonuspunkten (BP) entlohnt, für die sie innerhalb des Lagers ihrerseits Waren und Leistungen bezahlen konnten. „Ausgehend von diesen Ansätzen entstehen im Camp in kurzer Zeit 15 Werkstätten, zudem ein Kino, dessen Besuch mit BP bezahlt werden konnte.“:S. S. 31, Anmerkung 43 Darüber hinaus kam auch das Feiern nicht zu kurz. Am 1. Mai 1945 gab es eine Russische Feier, und am 3. Mai fand ein Fest aus Anlass des polnischen Nationalfeiertags statt, während dessen Verlauf aus Heath’ eigener Wohnung der gesamte Kohlenvorrat gestohlen wurde.:S. 32–34 Kurz danach starben 20 Russen, weil sie Industriealkohol getrunken hatten.:S. 40 Am 17. Mai berichtete Heath davon, dass er aus Frankfurt einen Spezialisten für Alkoholvergiftungen angefordert hatte, da inzwischen in den beiden Lagerkrankenhäusern 250 Fälle mit Alkoholvergiftung behandelt werden mussten, verursacht durch den Genuss von mit Blei verseuchtem Alkohol.:S. 45 Am 31. Mai 1945 sprach er bereits von über 800 alkoholvergifteten Russen, davon über 350 im Lagerkrankenhaus.:S. 55
Wie wenig das eigentliche Kriegsende für die Situation im Lager eine Bedeutung hatte, geht aus Heath’ Anmerkung zur bedingungslosen Kapitulation der Wehrmacht hervor:

„Heute hörten wir, dass Deutschland gestern in Reims kapituliert hat und dass dies in Berlin bestätigt wird. Es ist erstaunlich, welch geringen Unterschied das für uns macht. Die Arbeit muss weitergehen. Heute Abend haben die US-Soldaten einige Schüsse in die Luft abgegeben, um zu feiern, aber das war alles.“

Innerhalb des Lagers fanden weitere Ausdifferenzierungen nach Nationalitäten statt. Heath berichtete, dass die Letten, Esten und Litauer ihn am 5. Mai um getrennte Unterkünfte im russischen Lager gebeten hätten. Hierfür ergab sich jedoch bald eine andere Lösung, denn die Hessen-Homburg-Kaserne, die bislang als Treibstofflager von der US-Army genutzt wurde, wurde dem DP-Lager als dritter Standort innerhalb des Lamboy-Viertels zugeschlagen. Das DP-Lager erstreckte sich von nun an auf die beiden nördlich der Lamboystraße gelegenen Gelände der Hessen-Homburg- und der Hutier-Kaserne (beide getrennt durch die Ruhrstraße) sowie auf das der Hessen-Homburg-Kaserne gegenüberliegende Gelände der Francois-Kaserne zwischen Lamboy- und Chemnitzer Straße. Auf diesem Gelände befanden sich „37 Wohnblocks mit Wirtschaftsgebäuden, Hospital, Bürohäusern, Lager, Werkstätten, Garagen, Stallgebäuden und Gemeinschaftsräumen“.:S. 206
| Belegungssituation des DP-Lagers Hanau (Stand 23. Mai 1945):S. 50 |                                       |  |                                                |                                                |
| Francois-Kaserne („polnisches Lager“)                             | Francois-Kaserne („polnisches Lager“) |  | Hessen-Homburg-Kaserne („italienisches Lager“) | Hessen-Homburg-Kaserne („italienisches Lager“) |
| Russen                                                            | 5.500                                 |  | Italiener                                      | 1.027                                          |
|                                                                   |                                       |  | Litauer                                        | 73                                             |
| Hutier-Kaserne („russisches Lager“)                               | Hutier-Kaserne („russisches Lager“)   |  | Letten                                         | 46                                             |
| Polen                                                             | 2.883                                 |  | Esten                                          | 32                                             |
| Jugoslawen                                                        | 87                                    |  | Franzosen                                      |                                                |
| Rumänen                                                           | 27                                    |  | Niederländer                                   |                                                |
|                                                                   | 2.997                                 |  | Belgier                                        |                                                |
|                                                                   |                                       |  |                                                | 1.178                                          |
| Gesamt                                                            | 9.675                                 |  |                                                |                                                |

Die Tabelle zeigt, dass sich – abgesehen von italienischen – nur wenige DPs aus westlichen Ländern im Lager aufgehalten haben. Zu den italienischen DPs merkte Heath unter dem Datum 23. Mai an, dass die erste Gruppe Italiener nach Niederlahnstein aufgebrochen sei, wo sich ein später zur Französischen Besatzungszone gehörendes DP-Lager befand, von dem aus die Italiener über Frankreich in ihre Heimat zurückgeführt wurden.:S. 53
Wie in vielen anderen Orten hatte die Militärregierung auch in Hanau mit Raub, Diebstahl und weiteren kriminellen Delikten zu kämpfen, die wegen der sehr großen Zahl der DPs nur schwer in den Griff zu bekommen waren. Als eine Maßnahme, dem entgegenzuwirken und den unkontrollierten Zugang ins Lager zu unterbinden, wurde die Lagermauer zusätzlich mit Stacheldraht gesichert. Unter Berufung auf Jacobmeyer (Vom Zwangsarbeiter zum Heimatlosen Ausländer) ging Häfner jedoch davon aus, dass statistisch betrachtet „die Kriminalität bei den DPs […] nicht höher als bei der deutschen Bevölkerung“ war.:S. 206–207

#### Die Repatriierungen der Russen und Balten
Am 26. Mai 1945, einem Freitag, erwähnte Heath, dass am folgenden Sonntag erstmals 1.200 Russen – alles ehemalige Kriegsgefangene – Hanau per LKW verlassen sollten.:S. 53 Als Lagerleiter musste er bei diesen Rückführungen dafür sorgen, „dass die Rückkehrer rechtzeitig, vollständig und versorgt mit dem vorgeschriebenen Reiseproviant bereitstehen“. Alles andere (Gruppengröße, Bereitstellung der Transportmittel, Terminierungen der Rückreise) lag in der Verantwortung der Militärbehörden.:S. 53, Anmerkung 65 Vor allem die Mitwirkung bei der Repatriierung der durchweg als Russen bezeichneten Menschen, zu der aus sowjetischer Sicht (in Übereinstimmung mit dem Repatriierungsabkommen der Konferenz von Jalta) Menschen aller Nationalitäten innerhalb des sowjetischen Herrschaftsbereichs zählten, gehörte zu Heath′s konfliktreichsten Aufgaben. Auf der einen Seite standen die US-amerikanischen Militärs, die die Repatriierungen so schnell wie möglich durchzuziehen versuchten, auf der anderen Seite die sowjetischen Militärs, die möglichst schnell möglichst viele Menschen aus ihren Herrschaftsbereich zurückführen wollten. Dazwischen standen die Menschen, die nicht in den sowjetischen Herrschaftsbereich einreisen wollten, weil sie Repressalien befürchteten oder als Balten nicht unter sowjetischer Herrschaft leben wollten. Heath neigte dazu, sich an die Seite der rückkehrunwilligen Lagerinsassen zu stellen und gerät dadurch in Konflikte mit den Militärs auf beiden Seiten.

„Die Tagebuchnotizen offenbaren die zunehmende Divergenz und die sich daraus ergebenden Probleme in der Kommunikation und Zusammenarbeit beider Seiten. Doch belastet das Rückführungsprogramm nicht allein das Verhältnis zur amerikanischen Militärbehörde. Als am 01. August 1945 sowjetische Offiziere im Lager erscheinen, um die baltischen DPs als Sowjetbürger zu reklamieren und zwangsweise in ihre inzwischen sozialistischen Heimatländer zurückzuführen, kommt es zum Eklat zwischen dem Zivilisten Heath und hochrangigen Offizieren aus dem Stab des höchsten russischen Verbindungsoffiziers. Dank seiner politischen und rechtlichen Kenntnisse, seiner Unerschrockenheit und klugen Strategie behauptet sich Heath in dieser Situation gegenüber den sowjetischen Militärs. Der Vorfall, der durch eine dramatische Zuspitzung der Auseinandersetzung gekennzeichnet ist, kann als Höhepunkt in Heaths Kampf für das Recht der Lagerinsassen auf freie Selbstbestimmung und gegen ihre Inanspruchnahme durch das kommunistische Regime gelten.“

Heath beschrieb diesen Konflikt am Beispiel des Künstlers Blaganrov, eines mit einer Französin verheirateten Ukrainers, der sich „verzweifelt bemüht, nicht nach Russland zurückzukehren. So wie er sind auch andere. Demgegenüber bemühen sich die meisten Russen darum, zurückgehen zu können, und wir wurden von Polen gefragt, ob es ihnen erlaubt wäre, mit den Russen zu gehen.“:S. 55  Gleichwohl vermerkte Heath am 5. Juni 1945, dass nun 4.367 Russen zurückgeschickt worden seien; lediglich 360 seien noch geblieben, davon 280, „die hilflos im Krankenhaus liegen“, vermutlich die Opfer der Alkoholvergiftungen.:S. 58
Wie sehr sich die Belegungszahlen durch die Repatriierungsmaßnahmen verändert hatten, zeigt ein Vergleich der Zahlen aus der obigen Tabelle mit den Zahlen, die Heath am 23. Juli 1945 in seinem Tagebuch notierte.
| Belegungssituation des DP-Lagers Hanau nach Nationalitäten |                    |  |                     |
| Nationalitäten                                             | 23. Mai 1945:S. 50 |  | 23. Juli 1945:S. 92 |
| Russen                                                     | 5.500              |  | 420                 |
| Polen                                                      | 2.883              |  | 2.456               |
| Jugoslawen                                                 | 87                 |  | 41                  |
| Rumänen                                                    | 27                 |  |                     |
| Italiener                                                  | 1.027              |  | 690                 |
| Litauer                                                    | 73                 |  | 2.405               |
| Letten                                                     | 46                 |  | 794                 |
| Esten                                                      | 32                 |  | 348                 |
|                                                            |                    |  |                     |
| Gesamt                                                     | 9.675              |  | 7.154               |

Heath sprach in dem Zusammenhang von 14 Nationalitäten, die im Lager vertreten seien, darunter auch zwei Chinesen. Es war jedoch nur eine Momentaufnahme, denn Mitte August 1945 schrieb er, dass trotz eines Weggangs von 450 Italienern immer noch 8.000 Menschen im Lager leben würden, und „das sind 1.000 mehr als ordentliche Schlafstellen vorhanden sind“.:S. 108 Und bei den 8.000 Menschen im Lager handelte es sich in mehr als 1.000 Fällen auch um Kinder.:S. 113
Die Repatriierung der Russen war seit Ende Juli 1945 so gut wie abgeschlossen, so dass sich am 3. September 1945 nur noch 41 Russen im Lager aufhielten.:S. 116 Andererseits weist die Statistik auf eine starke Zunahme von Mensch aus den baltischen Ländern hin. Heath bezeichnete sie als „die bei weitem Wohlhabendsten und Kultiviertesten, ein hoher Prozentsatz sind Intellektuelle. Sie haben Berge an Gepäck, Möbel, Autos und 84 Pferde mitgebracht.“:S. 92 Bei ihnen handelte es sich in der Mehrheit nicht um ehemalige Zwangsarbeiter, sondern um Flüchtlinge, die ihre Heimat aufgrund der Annexionen durch die Sowjetunion verlassen hatten. Muriel Gardner-Heath merkte später an, dass sie damals große Sympathien für diese Menschen empfunden hätten, aber nichts davon wussten, „dass viele von ihnen die deutsche Invasion in ihre Länder als Befreiung vom verhassten russischen Joch empfanden, insbesondere die Litauer und dass viele die Deutschen aktiv unterstützte und viele den Blick abwandten bei der Massakrierung der Juden.“:S. 149
Wie heikel die Baltenfrage indes war, ergibt sich aus einem Tagebucheintrag vom 1. August 1945, in dem Heath eine Befragung durch einen hochrangigen sowjetischen Offizier festhielt, der von ihm wissen wollte, was seiner Meinung nach der Status der Balten sei.

„Ich sagte, ich dächte, dass sie […] jetzt praktisch sowjetische Staatsbürger wären, wenn sie in ihrer Heimat geblieben wären, dass ich jedoch nicht den Status der Balten kennen würde, die ihre Heimat verlassen hatten und ich mich an Anweisungen von oben erinnerte, die es mir zur Pflicht machten, sie als DPs zu behandeln, die Nahrung und Unterkunft brauchten.“

Der Hintergrund für diese Befragung war, dass die Sowjets die Balten als sowjetische Staatsbürger betrachteten und in der Folge der Konferenz von Potsdam auf deren Rückführung bestanden. Die Westmächte duldeten dies noch bis November 1945, bevor sie die Besetzung der baltischen Staaten durch die Sowjetunion als unrechtmäßigen Akt verurteilten.:S. S. 100, Anmerkung 120 Doch bereits nach seiner Befragung durch den sowjetischen Major erhielt Heath Rückendeckung durch das US-amerikanische Militär für sein Eintreten zugunsten der baltischen Flüchtlinge als DPs.:S. 101 Eine weitere Anerkennung wurde Heath zuteil, als am 8. September 1945 der ehemalige litauische Premier- und Außenminister Ernestas Galvanauskas, der vorgab, die meisten litauischen Camps in Deutschland besucht zu haben, auch das Lager Hanau besuchte und es als das größte und beste litauische Camp bezeichnete.:S. 118
Der Zuwachs an Litauern, führte aber auch zu Spannungen zwischen ihnen und den Polen, die ihre Ursachen zum Teil im Polnisch-Litauischen Krieg hatten, zum anderen aber auch darin, dass die Polen die Litauer der Kollaboration mit den Deutschen beschuldigten. Das führte Anfang November 1945 dazu, dass die Polen Räume, die sie nicht mehr benötigten und deshalb den Litauern zur Verfügung stellen sollten, unbewohnbar machten. Heath bemerkte dazu:

„Die Polen haben es offensichtlich übelgenommen, dass sie die Räume für eine andere nationale Gruppe abgeben mussten, besonders für die Litauer, die sie wie die Pest hassen. Sie sagen, die Litauer hätten in Polen die schmutzige Arbeit für die Gestapo und die SS gemacht und die Polen könnten das nicht vergessen (Sie behaupten dasselbe auch von den Ukrainern).“

#### Die medizinische Versorgung im Lager
Wie oben schon erwähnt, erstreckte sich das DP-Lager Hanau über drei Kasernen-Komplexe im Hanauer Lamboyviertel. Von der UNRRA und anderen Hilfsorganisationen bereitgestellte Waren zur Versorgung der Lagerbewohner wurden in einem zusätzlichen Depot in der benachbarten Chemnitzer Straße gelagert, und zur medizinischen Versorgung existierten je eine Krankenstation im russischen und im polnischen Lager. Heath plante darüber hinaus bereits am 24. April 1945 die Einrichtung eines gemeinsamen Krankenhauses für alle DPs. Die beiden Krankenstationen sollten als Ambulanzen erhalten bleiben und alleine die Berechtigung erhalten, DPs in das noch zu errichtende Krankenhaus einzuweisen.:S. 26 Letzteres wurde bis Ende 1945 in der Lamboystraße 54 eröffnet und anschließend stetig erweitert. Dieses neue Krankenhaus verfügte über einen Operationsraum für große Operationen und über eine Zahnklinik. Hier war auch das zentrale Krankenhausmagazin untergebracht, von dem aus drei Lagerapotheken versorgt wurden.:S. 90 ff.
Die medizinische Leitung oblag dem französischen UNRRA-Team-Mitglied Pierre Clement, dem laut dem Coler-Report Ende 1945 27 Ärzte aus den Reihen der DPs zur Seite standen. Coler war der Meinung, dass trotz der vergleichsweise guten Ausstattung des Hanauer Krankenhauses dieses überfordert war mir der Versorgung von etwa 8.500. Personen. Coler kritisierte auch die totale Überbelegung des Lagers und schlug die Verlegung von 1.000 Personen und die Zuteilung von ausreichendem Baumaterial vor.:S. 159 Zur Ernährungssituation merkte Coler an, dass die Lagerkantine „morgens nur Kaffe anbieten [kann] und zu Mittag Suppe. Die DPs erhalten Lebensmittel zur eigenen Zubereitung. Zentrale Speiseräume fehlen […]. Da sie den größten Teil ihrer Nahrung selber zubereiten, liegt dies außerhalb einer angemessenen Kontrolle“. Seiner Meinung nach hat das Lager Hanau „die größten Probleme im Gebiet Groß-Hessen“; Möglichkeiten zu einer Verbesserung der Situation beurteilte er skeptisch und mahnt vor allem eine bessere Unterbringungsmöglichkeiten an.

„Das ist an erster Stelle eine Angelegenheit des Militärs. Arbeitskräfte können vom Camp gestellt werden, aber Spengler-Bedarf und Handwerkszeug müssen von außen kommen. Man kann nicht die mangelnde Sauberkeit kritisieren, wenn keine Besen und Bürsten ausgeteilt werden und Reinigungsmittel in ausreichender Menge fehlen.“

#### Probleme der Materialbeschaffung
Das vorstehende Coler-Zitat beschreibt exakt die Probleme, mit denen sich Harry Heath in den vergangenen Monaten auseinandersetzen musste. Ihm war es gelungen, 15 Werkstätten im Lager einzurichten, er verfügte über Menschen, die Reparaturarbeiten ausführen konnten und wollten, aber es fehlte an den erforderlichen Materialien. Trümmer-Exkursionen von ihm und seiner Frau wurden oben schon erwähnt, und Muriel Gardner-Heath beschrieb noch einmal eindringlich, was es hieß, ohne Unterstützung der Armee und der UNRRA das, was sie für die Werkstätten brauchten, zu „erbetteln, aus[zu]leihen oder [zu] schnorren“.:S. 153  Dass dabei auch kulturelle Differenzen zwischen Amerikanern und Briten zu Tage traten, verdeutlicht ihr Bericht über eine Beschaffungsaktion auf einer Abfalldeponie der US-Armee. Die Aktion bedurfte allerdings vorab der ausdrücklichen Genehmigung durch den Standortkommandeur.

„1945 lebten wir noch nicht in der Wegwerfgesellschaft, wir bemühten uns, dass die Dinge lange hielten. Anders allerdings die Amerikaner. Statt Gegenstände zu reparieren, rangierten sie alles aus und kauften Neues. Daher waren ihre Müllhalden eine wahre Schatzkammer. So ließen wir unseren Laster von bestimmten Handwerkern beladen, von denen jeder die Anweisung hatte, das zu suchen, was für sein Handwerk zu
gebrauchen war. Man kann eine Menge Zeug auf einen Armee-Laster packen. Sie kamen zurück mit Latten, elektrischen Sägen, Radioteilen jeder Art, Metallschneidemaschinen usw. Der Fahrer erzählte meinem Mann, dass der wachhabende Militärpolizist ihm nicht den Passierschein abgenommen habe und so schickten wir den Laster am nächsten Tag erneut aus und auch am folgenden Tag wieder und wir bargen auf diese Weise im ganzen zehn Wagenladungen, bevor ein Militärpolizist aufmerksam wurde, den Passierschein einzog und sagte, er sei nur für eine Fuhre. So häuften wir einen großen Vorrat an wertvollem Material an. Das hatte noch einen weiteren Vorteil: Wenn ein Mann etwas repariert hatte, war er von da an stolz auf sein Können und es half ihm, eine persönliche Bindung an die Werkstatt zu entwickeln.“

#### Überregionale Dienstleistungen
Der Hanauer Bahnhof war ein wichtiger Knotenpunkt im Rahmen der Rückführung der DPs. Hier kamen Transport-Züge an oder wurden neu zusammengestellt, und für die Betreuung der transportierten Menschen war ebenfalls die UNRRA zuständig. Die Aufgabe wurde Anfang Juni 1945 Team 27 übertragen, das dafür jeweils zwei russische Ärztinnen und Krankenschwestern zugeteilt bekommen sollte. Heath benutzte für diesen Dienst die im Militärjargon übliche Bezeichnung F.A.P.-Service in Anspielung auf die wichtigsten Verrichtungen bei den Fahrtunterbrechungen: Versorgung mit Getränken und warmen Suppen (Food) sowie (And) Gelegenheit zu einem Toilettengang (Piss).:S. 56–57  Am 24. Juni berichtete er, dass allerdings nur eine Ärztin und eine Krankenschwester zugeteilt worden seien und dass es zudem Probleme mit einer ebenfalls am Bahnhof stationierten Ambulanz gäbe, die aber nicht der UNRRA, sondern einer militärischen Einrichtung unterstellt sei.:S. 71
Welche zusätzliche Probleme der Bahnhofsdienst für Heath und sein Team mit sich brachte, belegen zwei Einträge. So wurde Heath am 3. Juli 1945 zum Bahnhof gerufen, weil dort angeblich 2.000 DPs lagerten und den Bahnverkehr blockierten. Es stellte sich aber heraus, dass es sich bei der Mehrheit der Menschen um Deutsche handelte, die nach der sowjetischen Übernahme der Verwaltung in Thüringen in den Westen geflohen waren. Heath freute sich, dass er aus diesem Kontingent nur wenige DPs in sein Lager übernehmen musste und organisierte zusammen mit dem Militär den Weitertransport der deutschen Flüchtlinge.:S. 78 Am 15. Juli sah sich Heath erneut mit etwa 2.500 deutschen Flüchtlingen am Bahnhof konfrontiert, die dort schon mehrere Tage campierten und nur notdürftig versorgt waren, aber nicht in seinen Zuständigkeitsbereich fielen.
Am Nachmittag des zuvor erwähnten 3. Juli 1945 fand noch ein Gespräch mit der Militärverwaltung statt, bei dem Heath die Idee abwehren konnte, das Hanauer Lager wegen seiner Nachbarschaft zum wichtigen Eisenbahnknotenpunkt zu einem reinen Durchgangslager zu machen. (Heath: „Ich will kein Reisebüro werden.“) Stattdessen wurde beschlossen, die Francois-Kaserne und die Hutier-Kaserne als feste Lager einzurichten und nur die Hessen-Homburg-Kaserne als Durchgangslager zu nutzen. Um 20 Uhr erhielt er dann die Nachricht, dass einige Hundert Menschen am Bahnhof stünden, die ins Lager gebracht werden müssten. Es war einer der ersten Litauer-Transporte.:S. 79
Der Eisenbahnknoten Hanau spielte auch eine wichtige Rolle bei der Versorgung der Militäreinrichtungen und der UNRRA „und fungierte neben Nürnberg, Knielingen (nahe Karlsruhe) und Schleißheim (bei München) als eines der 4 großen Warenlager für Militäreinrichtungen (Forage Depot) und daneben als zentrales UNRRA-Depot“ für die DP-Lager im UNRRA-District 2. Auf einem der Francois-Kaserne benachbarten Gelände des ehemaligen Proviantamtes wurden hierfür von Oktober 1945 bis März 1946 neue Lager errichtet, an deren Herstellung 450 DPs gegen Entlohnung mitwirkten. Das Gelände verfügte über eigene Gleisanschlüsse.:S. 126–128, Anmerkung 147  Neben dem Zentrallager war hier auch das eigene Lager für Hanau angesiedelt und die Lagerbäckerei, in der vor allem litauische DPs arbeiteten.:S. 35

#### DPs als Arbeitskräfte
Dass DPs gegen Entlohnung zu Arbeiten herangezogen wurden, wie zuvor am Beispiel des Warenlagers erwähnt, war keine Ausnahme. Sie wurden innerhalb des Lagers eingesetzt, aber auch für städtische Arbeiten außerhalb des Lagers.:S. 61 Eingangs wurde bereits auf die Bedeutung der lagerinternen Arbeitsprogramme hingewiesen, die eine doppelte Funktion hatten: Hilfe zur Selbsthilfe, auch mit dem Ziel, den DPs Hilfen zur Strukturierung ihres Lageralltags zu geben, dann aber auch schiere Notwendigkeit. Der oft desolate Zustand der Unterkünfte und die gesamte Versorgung innerhalb des Lagers bis hin zur medizinischen Betreuung hätte ohne die Mithilfe der DPs nicht aufrechterhalten werden können. Die eigene Infrastruktur hierfür bildeten die 15 Werkstätten, und letztlich wurde dadurch der Grundstein für das lagereigene Berufsbildungszentrum gelegt, das bereits auf eine Wiedereingliederung nach dem Lageraufenthalt zielte.:S. 31–32, Anmerkung 43
Nach Noll war es bereits in der Frühphase der DP-Lager „das Ziel von Militärverwaltung und UNRRA, allen DPs während ihres Lageraufenthaltes zu bezahlter Arbeit zu verhelfen. Möglichkeiten dazu sieht man bei militärischen Einrichtungen, kommunalen Stellen und auch in deutschen Betrieben.“ Nachdem die Militärverwaltung im Juli 1945 die Stadt aufgefordert hatte, insbesondere zur Beseitigung der Kriegsschäden ihren Bedarf an Bauhandwerkern, Arbeitern und landwirtschaftlichen Helfern zu melden, orderte diese "1.100 Bauarbeiter[.], zehn LKWs, zehn Doppelgespanne[.] und vier Einzelpferde[.]. Der Landkreis lässt wissen, dass er 178 landwirtschaftliche Arbeiter, 141 Pferde, 43 Bauernwagen und 15 LKWs benötigt.:S. 61, Anmerkung 74 Umgekehrt war es so, dass deutsche Unternehmen nur ausnahmsweise im Lager Arbeiten durften und dabei nach Möglichkeit auch auf DPs als Arbeitskräfte zurückgreifen sollten.:S. 84, Anmerkung 97 Andererseits sah sich Heath aber auch dem Vorwurf der Militärverwaltung ausgesetzt, er würde zu viele DPs im Lager beschäftigen. Er bestritt dies und hielt die Anzahl von etwa 800 – Stand Mitte Oktober 1945 – für angemessen.:S. 129 Noll sieht hinter dem Vorwurf seitens des Militärs eine inzwischen geänderte politische Vorgabe, nach der es längerfristige Beschäftigungen von DPs zu unterbinden gelte, „da sie die Repatriierung verzögern oder gar verhindern könnte“.:S. 129–130, Anmerkung 151

#### Bildung
Oben wurde schon erwähnt, dass sich im Lager auch etwa 1.000 Kinder aufhielten. Sie befanden sich aus den unterschiedlichsten Gründen im Lager.

„Außer Kindern in der Obhut von Familien, Freunden und Landsleuten halten sich im Lager auch unbegleitete Kinder als Opfer des NS-Regimes auf. Zum Teil wurden sie als sogenannte „rassisch wertvolle“ Kinder in den von Deutschen besetzten Gebieten ihren Eltern entrissen oder aus Waisenhäusern verschleppt, mit dem Ziel sie „einzudeutschen“, zum Teil gingen sie verloren, wurden getrennt oder sind Kinder verstorbener Zwangsarbeiter. Aus Kinder- und Jugendheimen, Waisenhäusern, Heilanstalten und Krankenhäusern werden sie nach dem Einzug der alliierten Truppen in das DP-Lager gebracht.“

Nach Noll gestaltete sich besonders die Betreuung, Registrierung und Identifizierung der unbegleiteten Kinder sehr schwierig. Solange ihre persönlichen Identität nicht geklärt werden konnte, verblieben sie im Lager und erhielten hier eine auf ihr jeweiliges Alter abgestimmte Betreuung:
- Kinder ab dem dritten Lebensjahr besuchten den Kindergarten;
- vom sechsten Lebensjahr an konnten sie die Schule besuchen: entweder die vierjährige Grundschule oder die ebenfalls auf vier Jahre ausgelegte Oberstufe;
- für Jugendliche bestanden Möglichkeiten für eine berufliche Ausbildung.
- Daneben musste sich auch um die physischen und auch psychischen Probleme der Kinder und Jugendlichen gekümmert werden. Dafür standen unter anderem Plätze in einem Sanatorium in Bad Orb zur Verfügung.

Für die Kinder und Jugendlichen existierten laut Noll zwei Optionen:
- Sofern ihre Identifizierung möglich war, verließen sie das Lager und wechselten in ein UNRRA-Kinderzentrum. Hier konnten sie, sofern sie das wollten, auf ihre Rückkehr in die Heimat vorbereitet werden, oder auf eine Emigration.
- War eine Identifizierung nicht möglich, wurden sie in ein UNRRA-Waisenhaus überstellt, wo sie bis zu ihrer Emigration oder Adoption bleiben konnten.

Wie vieles andere im Lager, war auch die schulische Bildung im Lager streng nach Nationalitäten getrennt organisiert. Die erste von Heath erwähnte Schule war die polnische, die am 8. Mai 1945 den Unterricht aufnahm.:S. 39 Am 14. Mai 1945 folgte die russische Schule, in der rund 100 Schüler unterrichtet wurden.:S. 44  Am 27. Juni erwähnt er anlässlich einer Besprechung mit allen Lehrern, diese Existenz von zwei Schulen für Kinder bis 14 Jahre und einen Kindergarten.:S. 72 Letzterer war Ende Mai eingerichtet worden und hatte Heath einige Skrupel bereitet. Der Grund dafür war, dass die Sachen für den Lagerkindergarten in einem deutschen Kindergarten in Langenselbold konfisziert werden mussten und Heath dabei feststellte, „was für eine hässliche Sache es war, Dinge aus einem deutschen Kindergarten wegzuschaffen, obwohl ich wusste, dass es für andere Kinder sein sollte. Ich kam mir vor wie ein Schwein.“:S. 51 Heath hielt die Bildungseinrichtungen im Lager indes für wichtig wegen ihrer Wirkung auf Besucher von außerhalb, weil „die immer außerordentlich beeindruckt sind von den Liedern, welche die Kinder für sie singen. Die Kirche ist ebenfalls eine große Attraktion wie auch die Pfadfinder.“:S. 72
Am 9. Juli 1945 fand mit einer kleinen Feier die Eröffnung der litauischen Schule statt:S. 83, und am 24. Juli 1945 erwähnte Heath auch die Existenz einer estnischen und einer lettischen Schule.:S. 93 Am 9. August 1945 fand die Eröffnung einer litauischen Oberschule statt:S. 106, und Alice Noll erwähnt in diesem Zusammenhang, dass im Lager 13 Schulen existieren würden: für jede nationale Gruppe ein Kindergarten, eine Grundschule und eine Oberstufenschule. Zusätzlich existiere eine Universitätsklasse.:S. 106, Anmerkung 121 Da zu diesem Zeitpunkt kaum noch russische DPs im Lager lebten, muss es sich vermutlich um Schulen für polnisch Schüler und um Einrichtungen für die drei baltischen Nationen gehandelt haben. Letzteres belegt auch eine Statistik von Bernstein, die Belegungszahlen für die Kindergärten, Volksschulen und Gymnasien aufzeigt, allerdings als vierte Nationalitätengruppe die Ukrainer nennt. Da er keine zeitliche Zuordnung vornahm, ist es aber fraglich, ob das auch schon für das Jahr 1945 galt, wo sich noch relativ viele Polen im Lager aufhielten.:S. 29
Am 23. August 1945 erwähnte Heath in seinem Tagebuch auch die Existenz einer Universitätsklasse.:S. 113 Da die Hanau am nächsten gelegene Universität, die Goethe-Universität in Frankfurt am Main, zu diesem Zeitpunkt noch nicht wieder eröffnet war, dürfte es sich bei dieser Universitätsklasse um einen Vorbereitungskurs auf das Studium gehandelt haben. Als die Universität aber am 1. Februar 1946 wieder den Betrieb aufnahm, musste sie – analog zu allen Universitäten der britischen und amerikanischen Besatzungszonen – mindestens zehn Prozent der Studienplätze für Studierende aus dem Kreis der DPs bereitstellen. „In Härtefällen, wozu etwa ehemalige KZ-Insassen zählten, mussten die Universitäten die Immatrikulation auch ohne eine gesonderte Aufnahmeprüfung zulassen.“ Einer der ersten, der sich als DP zum Studium in Frankfurt entschlossen hatte, war der oben schon erwähnte Aron Bernstein, der für seine Dissertation zwar über das DP-Lager Hanau forschte, von dem aber nicht bekannt ist, ob er auch in diesem Lager lebte. Für viele andere Hanauer, vor allem Litauer, konnte Lecointe dies aber anhand der Matrikelbücher nachweisen, und sie verwies auch auf den Fall eines litauischen Widerstandskämpfers, der nach seiner Befreiung aus einem in Lettland gelegenen Konzentrationslager im Hanauer DP-Lager gelandet war. Nach Lecointe ermöglichte ihm ein Schreiben des Lagerleiters, von Harry Heath also, sich 1946 ohne eine Aufnahmeprüfung in Frankfurt zum Medizinstudium einzuschreiben. Für dieses Studium hätten sich die meisten Litauer entschieden.
Aus der Sicht der Besatzungsmächte sollte das Studium an einer Universität in Deutschland – dazu zählte auch das Studium an der UNRRA-Universität München im Deutschen Museum oder das Studium an der Baltischen Universität in Hamburg und später in Pinneberg – auf eine Zukunft außerhalb Deutschlands vorbereiten, entweder im Heimatland oder in der Emigration. Spätestens ab 1949 sah die IRO aber in einem Studium in Deutschland ehr ein Hindernis für die Repatriierung oder die Emigration und drängte die DPs dazu, ihr Studium zu beenden. Nachdem sich 1948 14 Staaten zur Aufnahme von Flüchtlingen bereiterklärt hatten, mussten die noch verbliebenen DP-Studenten nach 1950 auf internationale Unterstützung verzichten und unterstanden von da an den Behörden der Bundesrepublik.
Durch die Bemühungen von Heath und seinem Team, den DPs durch Arbeitsprogramme aktuell eine Beschäftigungsmöglichkeit zu verschaffen und längerfristig dadurch auch eine berufliche Perspektive, erweckten sie die Aufmerksamkeit übergeordneter UNRRA-Stellen, die nach Lagern suchten, in denen Berufsbildungseinrichtungen für DPs geschaffen werden könnten. Um das damit verfolgte Ziel der Wiedereingliederung durch berufliche Qualifikation realisieren zu können, hatte die UNRRA im November 1945 mit der Organisation ORT geschlossen. Dieser sah eine Arbeitsteilung zwischen UNRRA und ORT vor:
- Die UNRRA sollte den Kontakt mit den Militärbehörden übernehmen sowie die Vermarktung der produzierten Waren.
- Die ORT war zuständig für die Ausstattung mit Maschinen, Geräten und Arbeitsmaterial, die Erstellung des Ausbildungsprogramms und den Einsatz erfahrener Spezialisten (darunter auch qualifizierte DPs).

Im Februar 1946 wurde in Hanau mit der Umgestaltung von Gebäuden auf dem Kasernengelände begonnen, um diese für die Werkstätten herzurichten. Die ORT schickte zum Aufbau des Berufsbildungszentrums Geräte aus ihren Lagern in Holland und Paris und zusätzlich 50 mobile Werkstätten aus Kanada. Weitere Unterstützung kam vom American Committee for Christian German Refugees (ACCR), das Geld für den Kauf von Material und weiteren Geräten zur Verfügung stellte. „Ende Mai 1946 erfolgt die offizielle Eröffnung des Berufsbildungs- und Beschäftigungszentrums mit Ausbildungsgängen unter anderem in Holzverarbeitung, Installation, Industriezeichnen, Schneiderhandwerk, Autoreparatur und Kunsthandwerk.“
Bernstein, der in Bezug auf die Hanauer Berufsbildungseinrichtungen von Fachschulen sprach, gab am Beispiel der Kurse für die litauischen Lagerinsassen einen differenzierten Überblick über die Kurse und deren Belegung zwischen 1946 und 1948.
| Berufsbildungskurse für litauische DPs im Lager Hanau:S. 30 |                |  |      |                  |  |      |                  |  |      |                  |
| Art des Kurses                                              | Dauer / Monate |  | Jahr | Teilnehmer- zahl |  | Jahr | Teilnehmer- zahl |  | Jahr | Teilnehmer- zahl |
| Lehrerkurs                                                  | 5              |  | 1946 | 14               |  |      |                  |  |      |                  |
| Buchhalterkurs                                              | 3              |  | 1946 | 23               |  | 1947 | 108              |  |      |                  |
| Englisch                                                    | 6              |  | 1946 | 118              |  | 1947 | 16               |  |      |                  |
| Französisch                                                 | 6              |  | 1946 | 34               |  | 1947 | 24               |  |      |                  |
| Schwesternkurs                                              | 12             |  | 1946 | 22               |  |      |                  |  |      |                  |
| Schneiderkurs                                               | 3              |  | 1946 | 101              |  | 1947 | 68               |  | 1948 | 27               |
| Forstwirtschaftskurs                                        | 6              |  | 1946 | 37               |  |      |                  |  |      |                  |
| Automechanikerkurs                                          | 6              |  | 1946 | 52               |  |      |                  |  |      |                  |
| Fahrschule                                                  | 5              |  | 1946 | 40               |  |      |                  |  |      |                  |
| Malkurs                                                     | 6              |  | 1946 | 16               |  |      |                  |  |      |                  |
| Elektroinst.-Kurs                                           | 6              |  |      |                  |  | 1947 | 66               |  |      |                  |
| Radiotechnik                                                | 6              |  |      |                  |  | 1947 | 40               |  | 1948 | 21               |
| Uhrmacherkurs                                               | 12             |  |      |                  |  | 1947 | 14               |  | 1948 | 38               |
| Spanisch                                                    | 6              |  |      |                  |  | 1947 | 28               |  |      |                  |
| Deutsch                                                     | 6              |  |      |                  |  | 1947 | 70               |  |      |                  |
| Musik                                                       | o. A.          |  |      |                  |  | 1947 | 38               |  |      |                  |
|                                                             |                |  |      |                  |  |      |                  |  |      |                  |
| Gesamt / Jahr                                               |                |  | 1946 | 457              |  | 1947 | 472              |  | 1948 | 86               |

Nach Bernstein wurden für die „lettische, estische und ukrainische Lagerbevölkerung […] ähnliche Fachkurse abgehalten […], wenn auch nicht in der gleich grossen Zahl wie für die Litauer“.:S. 31 Abweichend von Alice Noll erwähnte er allerdings als Träger der Kurse „die katholische Organisation WTC“.:S. 30 Für deren Existenz lassen sich aber keine Nachweise finden.

#### Kulturelle Aktivitäten
Am 1. Mai 1945 berichtete Heath zum ersten Mal über die Teilnahme an einer von den DPs organisierten Feier im Lager. Auch das Feiern fand überwiegend getrennt nach Nationalitäten statt, und dieser erste Besuch galt einer russischen Veranstaltung.:S. 32 Von da an zieht sich die Teilnahme an Feiern wie ein roter Faden durch Heath’ Tagebuch: Nationalfeiertage, kirchliche Feiertage, Gottesdienste, Sportfeste, Konzerte. Die oben schon erwähnten Alkoholexzesse scheinen mit der Repatriierung der Russen weniger heftig ausgefallen zu sein, wenngleich es im Lager „viele illegale Destillerien“ gab und das Team gar einen Biergarten eröffnete, „wo wir das Trinken überwachen konnten“. Auch für die zahlreichen Feiern scheint es den DPs immer wieder gelungen zu sein, alkoholische Getränke aufzutreiben oder herzustellen – Wein:S. 70 ebenso wie selbstgebrannten Kartoffelschnaps, dessen Basismaterial nicht selten deutschen Bauern entwendet worden war.:S. 152 Auch Kuchen wurde bei den Festen angeboten, und am 25. Juli 1945 berichtete Heath von einem russischen Fest, bei dem es „mächtige Torten und Salate“ gab, aber auch selbstgemachtes Speiseeis. „Wie sie all das geschafft haben, weiß ich nicht, aber es war wirklich beeindruckend.“:S. 93 f.
Da weder die Zwangsarbeiter noch die Insassen der Konzentrationslager heiraten durften, gab es nach der Befreiung vielfach den Wunsch, eingegangenen Beziehungen zu legalisieren. Für Heath war es deshalb „ein großer Tag“, als am 19. Mai 1945 44 Paare in der polnischen Kirche von einem amerikanischen Armee-Geistlichen getraut wurden und aus diesem Anlass ein großer Empfang stattfand. „Die jungen Frauen hatten alle weißen Stoff gefunden und wunderschöne Hochzeitskleider daraus gemacht, besetzt mit Stoffblumen oder mit Zweigen. Sie waren erstaunlich. Später begleiteten wir die zwei Paare, die für das Hochzeitsessen – gekochtes Dosenfleisch, Makkaroni und Apfelsaft zum Trinken – alles durchforstet hatten.“:S. 46–47
Neben den Hochzeitskleidern spielte neue Kleidung auch bei der ersten Erstkommunion im Lager eine wichtige Rolle. Das Lager hatte Anfang Juli 1945 eine große Ladung Kleidung aller Art und Stoffe aus verschiedenen Depots erhalten:S. 81 und sie an die DPs verteilt. So konnten die 60 Jungen und Mädchen, die am 29. Juli 1945 zur Erstkommunion in der Lagerkirche gingen, in neuen Anzügen und Kleidern auftreten. „Die Mädchen trugen die traditionellen Kleider in bräutlichem Weiß mit hübschen Kränzen aus weißen Blumen im Haar, während die Jungen neue blaue Jacken und weiße Hemden mit offenem Kragen anhatten. Jeder trug eine brennende Kerze, was sehr beeindruckend war, als sie alle zusammen in der Kirche saßen.“:S. 95
Schon bei der zuvor erwähnten Massenhochzeit hatte ein Orchester zum Tanz aufgespielt, und ebenso fanden auch Konzerte statt, sogar mit Gästen von außerhalb. So fand am 29. Juli auch ein gemeinsames Konzert der Polen mit einem amerikanischen Männerchor statt, „der religiöse und ernsthafte Lieder vortrug“.:S. 96 Derartige Kontakte zur US-Armee waren bei anderen Gelegenheiten nicht so gerne gesehen. So stießen die Einladungen einiger Offiziere an polnische Frauen zur Teilnahme an Tanzveranstaltungen auf starke Ablehnung. „Das mögen die polnischen Qffiziellen im Lager nicht, da sie befürchten, dass die Frauen sich gehenlassen und eine Flut amerikanischer Soldaten im Camp auftaucht auf der Suche nach Frauen.“:S. 59 Die Polen klagten auch über alkoholisierte US-Soldaten, die nicht nur nach Frauen suchten, sondern „um Dampf abzulassen kleine Schießereien“ veranstalteten. Heath fühlte sich bei der Vermeidung derartiger Vorfälle vom Militär nicht ausreichend unterstützt.:S. 62–63
Eine große Bedeutung innerhalb des Lagers hatte das Theater. Es war von den Russen in einem großen Stall eingerichtet worden und verfügte über ein Podest für die Aufführungen. Bei seiner Eröffnung am 18. Mai 1945 wohnten mehr als 1.500 Zuschauer der Aufführung bei.:S. 46 Nach dem Wegzug der Russen hatten die Polen das Theater übernommen, „die Bühne umgebaut, einen Orchestergraben geschaffen und einen ansteigenden Boden für das Publikum“.:S. 96–97 Nach Heath’ Worten geschah das alles ohne sein Wissen und gegen seine Intentionen. Er wollte kein „polnisches Theater“, sondern eine internationale Einrichtung. Ob es jedoch zu der von ihm gewünschten internationalen Veranstaltung mit hochrangigen Gästen von außerhalb des Lagers gekommen ist, ist dem Tagebuch nicht zu entnehmen. Heath erwähnte stattdessen immer wieder Veranstaltungen der verschiedenen Nationalitäten innerhalb des Lagers im „polnischen Theater“.
Im Lager gab es sportliche Wettkämpfe zwischen den einzelnen Nationalitäten, und am 15. September 1945 fan ein von den Letten organisiertes Sportfest statt, an dem Sportler aus dem Hanauer Lager und aus sechs weiteren Lagern teilnahmen. Sie traten in den Disziplinen Laufen, Weitsprung, Volleyball, Basketball und Boxen gegeneinander an. Aus Anlass des Festes hatten die Letten nach Meinung von Heath auch „eine phantastische Ausstellung“ organisiert, in der sie zum einen lettische Kunst zeigten, die sie mit ins Lager gebracht hatten (unter anderem Trachten, Webereien, Teppiche, Metallarbeiten und Schmuck), zum anderen Kunst, die im Lager selber entstanden war, darunter Bilder und „kunstvolle Möbelstücke“.:S. 120
Zum Kulturangebot im Hanauer Lager gehörten auch das bereits erwähnte Kino und Zeitungen. Wiederum getrennt nach Nationalitäten gab es Zeitungen für die baltischen DPs (darunter die litauischen Zeitungen Hanau Lietuviai und Ziburiai) und zwei für die polnischen DPs (Tygodnik Polski und Maly Polsk). Die beiden litauischen Zeitungen erschienen erstmals 1946, und 1947 fand in Hanau auch ein Kongress der litauischen Journalistengesellschaft im Exil statt. Die beiden polnischen Zeitungen wurden „in einer Auflage von 70.000 Stück für Groß-Hessen in Frankfurt gedruckt und regelmäßig nach Hanau ausgeliefert“.:S. 120–123, Anmerkung 141
Nach Alice Noll ließ Heath im lagereigenen Kino für Lagerbewohner und Besucher von außerhalb Unterhaltungsfilme vorführen. Die Eintrittsgelder dienten dann dazu, Handwerkszeug und Geräte für die Werkstätten zu beschaffen. „Das Lagerkino ist an sieben Tagen in der Woche in Betrieb mit täglich vier Vorführungen. Die Kinder kommen am Nachmittag und jede Nationalität hat ihren eigenen Kinotag.“:S. 123–124, Anmerkung 142
Das Lagerkino hatte aber über seine Unterhaltungsfunktion hinaus auch noch eine politische Funktion. Es sollte auf Druck der Militärverwaltung durch Wochenschauinformationen und patriotisch oder nostalgisch gefärbte Filme gezielt ein positives Bild von der Situation in den Heimatländern der DPs zeichnen und so indirekt Druck auf diese ausüben, sich repatriieren zu lassen. Heath widersetzte sich diesen Strategien nicht, hatte aber bei den Polen und vor allem den Balten mit ihr nur geringen Erfolg. Das baltische Lagerkomitee, das eine Rückkehr in die inzwischen unter sowjetische Herrschaft stehende alte Heimat strikt ablehnte, verbot „kurzerhand den Besuch der Filme, die den Wunsch wecken könnten zurückzukehren. Als Heath dennoch auf dem Kinobesuch besteht, erscheinen etwa fünfzig Balten, die, wie sich später herausstellt, vom Lagerkomitee ausgesucht wurden, da sie als unbeeinflussbar gelten. Während der Kinovorführung patrouilliert die Lagerpolizei durch das Camp, um sicherzugehen, dass das Kinoverbot von den restlichen Balten eingehalten wird.“:S. 123–124, Anmerkung 142
Dieser Widerstand gegen die Repatriierungsmaßnahmen ist auch ein Zeichen dafür, dass sich Hanau schon in einem Wandlungsprozess befand und sich von einem Durchgangslager in eine permanente Einrichtung weiterentwickelte. Heath berichtete von einem ersten Gespräch darüber bereits am 30. Juni 1945:S. 74, und Noll geht davon aus, dass nach etwa drei Monaten die Repatriierungsphase abgeschlossen gewesen sei. Der harte Kern, der sich weiteren Repatriierungen widersetzte, waren die Polen und die Balten, für die Lösungen jenseits einer zwangsweisen Rückführung gefunden werden mussten, zum Beispiel Auswanderung in ein Drittland oder auch der Verbleib in Deutschland.:S. 74, Anmerkung 83

### Die Jahre 1946 bis 1950
Wie oben schon erwähnt, endeten die Tagebuchaufzeichnungen von Harry Heath mit dem 31. Dezember 1945, obwohl er noch längere Zeit Lagerleiter blieb. Alle weiteren Informationen über das DP-Lager stammen danach überwiegend aus der Dissertation von Aron Bernstein, dessen primäres Interesse den Gesundheitsverhältnissen im Lager galt.:S. 2 Seine Untersuchung setzte 1946 ein, zu einem Zeitpunkt also, zu dem die Russen nur noch eine Minderzahl bildeten. Wies Heath in seiner obigen Statistik vom 23. Juli 1945 noch ein Lagerbelegschaft von 7.154 Personen aus – darunter 420 Russen und 2.456 Polen –, so spielen diese beiden Nationalitäten in Bernsteins Statistiken nur noch eine marginale Rolle.

#### Die Belegungssituation
| Belegungssituation des DP-Lagers Hanau zwischen 1946 und 1949:S. 10 |                     |         |         |         |         |          |                    |         |         |
| Jahr                                                                |                     | Litauer | Letten  | Esten   | andere  | total    | Jugend- liche < 18 | Männer  | Frauen  |
| 1946                                                                | Jugendliche         | 917     | 357     | 170     | 37      | 1.481    |                    |         |         |
|                                                                     | Männer              | 1.600   | 653     | 370     | 73      | 2.696    |                    |         |         |
|                                                                     | Frauen              | 1.022   | 622     | 314     | 49      | 2.007    |                    |         |         |
|                                                                     | insgesamt           | 3.539   | 1.632   | 854     | 159     | 6.184    | 1.481              | 2.696   | 2.007   |
|                                                                     |                     | 57,23 % | 26,39 % | 13,81 % | 2,57 %  | 100,00 % | 23,95 %            | 43,60 % | 32,45 % |
|                                                                     |                     |         |         |         |         |          |                    |         |         |
| 1947                                                                | Jugendliche         | 856     | 362     | 173     | 62      | 1.453    |                    |         |         |
|                                                                     | Männer              | 1.447   | 524     | 373     | 122     | 2.466    |                    |         |         |
|                                                                     | Frauen              | 983     | 608     | 311     | 92      | 1.994    |                    |         |         |
|                                                                     | insgesamt           | 3.286   | 1.494   | 857     | 276     | 5.913    | 1.453              | 2.466   | 1.994   |
|                                                                     |                     | 55,57 % | 25,27 % | 14,49 % | 4,67 %  | 100,00 % | 24,57 %            | 41,70 % | 33,72 % |
|                                                                     |                     |         |         |         |         |          |                    |         |         |
| 1948                                                                | Jugendliche         | 839     | 354     | 151     | 61      | 1.405    |                    |         |         |
|                                                                     | Männer              | 1.206   | 461     | 217     | 128     | 2.012    |                    |         |         |
|                                                                     | Frauen              | 890     | 542     | 213     | 93      | 1.738    |                    |         |         |
|                                                                     | insgesamt           | 2.935   | 1.357   | 581     | 282     | 5.155    | 1.405              | 2.012   | 1.738   |
|                                                                     |                     | 56,94 % | 26,32 % | 11,27 % | 5,47 %  | 100,00 % | 27,26 %            | 39,03 % | 33,71 % |
|                                                                     |                     |         |         |         |         |          |                    |         |         |
| 1949                                                                | Jugendliche         | 734     | 347     | 121     | 108     | 1.310    |                    |         |         |
|                                                                     | Männer              | 871     | 415     | 142     | 232     | 1.660    |                    |         |         |
|                                                                     | Frauen              | 785     | 515     | 196     | 141     | 1.637    |                    |         |         |
|                                                                     | insgesamt           | 2.390   | 1.277   | 459     | 481     | 4.607    | 1.310              | 1.660   | 1.637   |
|                                                                     |                     | 51,88 % | 27,72 % | 9,96 %  | 10,44 % | 100,00 % | 28,43 %            | 36,03 % | 35,53 % |
|                                                                     |                     |         |         |         |         |          |                    |         |         |
| Mittelwerte 1946–49                                                 | Mittelwerte 1946–49 | 55,40 % | 26,42 % | 12,38 % | 5,79 %  |          | 26,05 %            | 40,09 % | 33,86 % |

Hanau war nach den vorangegangenen Repatriierungen ab 1946 nur noch ein überwiegend baltisches Lager, in dem russische, ukrainische, polnische und jüdische Bewohner zusammen die kleine Gruppe der in der Statistik aufgeführten anderen Bewohner bildeten. Zugleich ist diese Gruppe der Anderen die einzige, die sich im Laufe der Jahre vergrößert hat. Bernstein erklärte das damit, dass andere Lager in der Umgebung in der Folge von Auswanderungen geschlossen und deren noch verbliebene Bewohner in größere Lager, wie eben Hanau, verlegt wurden. Den Rückgang der Belegungszahlen insgesamt erklärte er wiederum mit weiteren Auswanderungen der DPs in die USA, nach Kanada und Australien, wobei jedoch ersichtlich sei, dass es vor allem die alleinstehenden Männer gewesen seien, die auswanderten. Der prozentuale Anteil der Frauen und Jugendlichen an der Lagerbevölkerung sei dadurch über die Jahre hinweg gestiegen.:S. 8–9
Bernsteins Aufschlüsselung der Lagerbewohner nach ihrer Religionszugehörigkeit unterstreicht noch einmal, dass Hanau kein Lager für jüdische DPs war. Seine Statistik weist für das Jahr 1949 unter den 4.607 Lagerinsassen nur einen Bewohner jüdischen Glaubens aus, während knapp 53 % römisch-katholisch waren und knapp 37 % protestantisch.:S. 12
Auch die Sterblichkeit innerhalb des Lagers war gering. Bernstein konstatierte über die vier Jahre des Beobachtungszeitraums hinweg nur 27 Todesfälle, davon 7 aufgrund des Genusses von Methylalkohol. Die geringe Sterblichkeit führte er darauf zurück, dass „vorallem arbeitsfähige jüngere Personen nach Deutschland verschleppt“ worden seien.:S. 12 Der Altersfaktor mag zutreffend sein, aber das Wort verschleppt ist in diesem Zusammenhang irreführend. Die mehrheitlich baltischen Lagerbewohner waren ja nicht von den Deutschen als Zwangsarbeiter oder Häftlinge nach Deutschland verschleppt worden, sondern waren aufgrund der Sowjetisierung ihrer Heimatländer nach hier geflohen.
Bernstein ermittelte über die Jahre hinweg eine alle Nationalitäten betreffende sinkende Geburtenziffer im Lager und erklärte dies mit den fehlenden Zukunftsaussichten. Das sei auch ursächlich für die vielen Abtreibungen gewesen, denn „Kinderreichtum erschwert bei einer eventuellen Auswanderung nach Ansicht der Lagerinsassen die Neugründung einer Existenz im fremden Land“.:S. 14

#### Die Wohnungssituation
Nach Häfner war das Hanauer DP-Lager „infrastrukturell weit besser ausgerüstet als die Stadt“:S. 209, doch nach Bernstein habe die Lösung der Wohnungsfrage im Lager Hanau analog zu anderen DP-Lagern die meisten Schwierigkeiten bereitet. Für die Jahre 1945/46 ermittelte Bernstein eine Bruttowohnfläche von 3,5 bis 4 m², die im Jahr 1949 auf 5,05 m² gestiegen sei.:S. 14 Diese Zahlen sind jedoch problematisch, denn die Bruttowohnfläche schließt Flächen mit ein, die keine individuelle Wohnnutzung erlauben (Büros, Schulen, Versammlungssäle, Lesesaal, Bibliotheken), und zum anderen ermittelte er den 1949er Wert auf der Basis einer Bewohnerzahl von 5.312. Diese Zahl ist höher als die in den oben zitierten Statistiken ausgewiesene Bewohnerzahl für 1949. Doch selbst vor dem Hintergrund dieser Unklarheiten ist ersichtlich, dass den einzelnen Bewohnern des Lagers kaum ausreichender und zumutbarer Wohnraum zur Verfügung stand – zumal erst 1948 die Keller und Dachböden der Lagergebäude für unbewohnbar erklärt worden waren.:S. 15
Nach Bernstein befanden sich in den zumeist dreistöckigen Kasernengebäuden auf jedem Stockwerk durchschnittlich 25 Zimmer mit Größen zwischen 20 und 40 m². „In jedem Stockwerk befindet sich eine Männer- und Frauentoilette, sowie ein Waschraum, in dem die Bewohner auch Wasser zum Trinken und gelegentlichen Kochen entnehmen.“:S. 15

„In vielen Zimmern sind aber die einzelnen Familien nur durch Decken oder sonstige Vorhänge voneinander getrennt. Das Mobiliar besteht gewöhnlich aus einem Tisch, ein paar Stühlen und aus einem Kleiderspind. Da Betten nicht in genügender Anzahl vorhanden sind, schlafen Erwachsene öfters mit einem Kind zusammen im Bett. Wir sahen in vielen Zimmern keine richtigen Bettgestelle, sondern häufig amerikanische zusammenklappbare Feldbetten. Die "Küche" befindet sich meist in einer Ecke des Zimmers und ist mit Tektur abgeteilt. Ordentliche Herde gibt es wenig, meist wird auf einem kleinen eisernen Ofen oder auf einem elektrischen Kocher gekocht.“

Gleichwohl war Bernstein der Ansicht, dass „die Zimmer einen guten Eindruck“ machten, und die Bewohner von sich aus auf Sauberkeit achteten.:S. 16 Nicht frei von nationalistischen Untertönen ist jedoch seine Einschränkung, dass dies vor allem auf die baltischen DPs zutreffe und weniger auf die aus der Ukraine, denn „immerhin fand man bei einer Sanitätsinspektion bei Ukrainern in einem Zimmer eine hochschwangere Frau und in einer Ecke des gleichen Zimmers eine Ziege und ein Schwein“.:S. 17
1949 sei dann sichergestellt gewesen, dass jedes Zimmer elektrisch beleuchtet werden konnte, die Brennstoffversorgung wäre aber immer noch mangelhaft. Immerhin seien inzwischen – anders als in den unmittelbaren Nachkriegsjahren – alle Fenster wieder verglast. Auch die Frage der Abwasserentsorgung, die in der Frühphase des Lagers durch das Verhalten der russischen DPs schwer in Mitleidenschaft gezogen worden sei, wäre inzwischen, ebenso wie die Abfallentsorgung, in einem befriedigenden Zustand.:S. 17–18
Abschließend verglich Bernstein die Wohnsituation der Hanauer Bevölkerung mit der der Lagerbewohner und kam zu dem Schluss, dass, auch wenn „die Wohnverhältnisse der deutschen Bevölkerung viel zu wünschen übrig lassen“, diese dennoch besser waren als im DP-Lager Hanau. „Immerhin steht der deutschen Hanauer Bevölkerung wahrscheinlich 2- bis 8mal soviel Wohnraum zur Verfügung wie den Insassen des Hanauer DP-Lagers.“:S. 19

#### Die Verpflegungssituation
Bernsteins Untersuchung enthält einen umfangreichen Tabellenteil, in dem er die Lebensmittelversorgung der DPs in den Jahren 1946 bis 1949 ausführlich dokumentierte. Die grundsätzliche Problematik aber liest sich bei ihm so:

„Die Verpflegung der DPs war kurz nach dem Krieg dank der UNRAA-Leistungen gut. Nur die Versorgung mit frischem Gemüse und frischem Fleisch war schlecht. Mit der Zeit haben die UNRRA-Zuteilungen nachgelassen, besonders was die Seite der Kalorien anlangt. Nach Übernahme der UNRRA-Funktionen durch die IRO verschlechterte sich die Ernährungslage der DPs weiter. Sie glich dann der des deutschen Normalverbrauchers. Bei der Ortsbevölkerung dagegen verbesserte sich die Ernährungslage im Laufe der Zeit, vor allem nach der Währungsreform im Juni 1948.“

Innerhalb des Lagers gab es eine differenzierte Versorgung mit Lebensmitteln, die für Kinder und Jugendliche andere Versorgungssätze vorsah als für „Normalverbraucher“; stillende Mütter oder Kranke wurden besser versorgt als Letztere, und arbeitende Lagerbewohner erhielten bessere Lebensmittelzuteilungen in Abhängigkeit von der Schwere ihrer Arbeit. Wer bei amerikanischen Dienststellen arbeitete und dort ein warmes Mittagessen erhielt, bekam im Lager nur die Zuteilung für Normalverbraucher.:S. 21
Im Lager gab es zwei Küchen, eine für die Litauer, und eine für die restlichen Lagerbewohner. Was dort zubereitet wurde, basierte auf den Abgaben der Normalverbraucher: Sie gaben einen Teil der ihnen zugeteilten Lebensmittel ab und erhielten dafür aus der Lagerküche ein warmes Mittagessen. Bernstein registrierte allerdings eine stark rückläufige Verpflegung durch die Lagerküche. So seien durch die litauische Küche 1947 2.000 Personen verpflegt worden, 1948 noch 1.500, aber 1949 nur noch 220. Diese Entwicklung sei darauf zurückzuführen gewesen, dass sich immer mehr Familien selbst bekocht hätten. Allerdings hätten die Normalverbraucher über die Zuteilungen hinaus weitere Lebensmittel benötigt, die sie entweder über ausländische Geschenkpakete erhalten oder zugekauft hätten, wenn ihnen dafür Geld aus bezahlten Arbeitsleistungen zur Verfügung stand.:S. 23–24
Aufgrund einer Anordnung der IRO wurden im Lager Hanau ab 1948 die Kinder und Jugendlichen regelmäßig gewogen. Im Prinzip weisen Bernsteins darauf basierende Tabellen sinkende Zahlen für die Probanden mit Gewichtsverlust aus, und deutlich höhere Zahlen für Kinder und Jugendliche mit Gewichtszunahmen. Bernstein sieht darin einen Effekt der Währungsreform von 1948, durch die sich auch die Ernährungslage im DP-Lager verbessert habe.:S. 27

#### Kultur und Unterricht
Bernstein berichtete zu dieser Thematik nur wenig, was über das hinausgeht, was oben schon im Abschnitt Bildung für die Frühzeit des Lagers dargestellt wurde. Während Heath am 9. November 1945 noch in sein Tagebuch eintrug, dass ihm seitens der Militärverwaltung ein Antrag auf Klaviere verweigert worden sei:S. 137, konnte Bernstein nun auf zwei Pianos verweisen, „die aus eigenen Mitteln der Lagerinsassen erworben wurden.“ Sie standen für die lagereigene Musikschule zur Verfügung, in der kostenloser Musikunterricht erteilt wurde. Auch Noll hatte schon angemerkt, dass für die musikalische Ausbildung der Kinder auf Instrumente zurückgegriffen werden konnte, die von der YMCA beschafft worden seien, die sich im Hanauer Lager in der Jugendarbeit engagierte.:S. 137, Anmerkung 159
Für die Schülerinnen und Schüler, die im Lager ein Gymnasium besuchten, wurden inzwischen die Prüfungen vom Hessischen Kultusministerium anerkannt, und seit 1948 gab es auch eine lagereigene Volkshochschule.:S. 29

#### Medizinische Versorgung
Der Mediziner Bernstein widmete dieser Thematik breiten Raum und konstatierte zunächst einmal, dass die hygienischen Verhältnisse im Lager, für deren Kontrolle zwei Ärzte verantwortlich waren, „mindestens zufriedenstellend“ gewesen seien. Offenbar gab es dazu auch einen Wettbewerb zwischen den einzelnen Lagern, denn er berichtete, dass Hanau im Jahr 1948 „für Sauberkeit und gute sanitäre Verhältnisse unter mehreren Lagern den zweiten Preis“ bekommen hatte.:S. 32 Immer noch ungelöst war aber das Problem der Ungezieferbekämpfung im Lager, das sich schon durch Heath’ Tagebuch zog und an das sich seine Frau auch 1998 noch erinnerte.

„Wenn ich an Wanzen, Läuse, Flöhe denke - DDT war kurz zuvor entdeckt worden und wurde als Segen für die Menschheit gepriesen. Wir erhielten riesige Mengen, mit denen wir alle Neuankömmlinge unter großer Belustigung im Camp desinfizierten. Eine Wolke vorne in die Hose, eine hinten, eine über den Kopf. Wir bliesen es überall hin und schliefen unter einer großzügigen DDT-Schicht auf unserem Bettzeug. Heute ist diese direkte Anwendung von DDT natürlich verboten.“

An diesem laschen Umgang mit DDT hatte sich auch in den Folgejahren wenig geändert, wie Bernstein nach eigener Inspektion und einer Rücksprache mit dem „Desinfektor“ feststellte.

„Täglich besucht der Desinfektor eine gewisse Anzahl von Wohnungen und verspritzt DDT-Flüssigkeit und teilt DDT-Pulver aus, sodass alle fünf bis sechs Wochen jede Wohnung von neuem entwest wird. In der ersten Zeit des Lagerbestehens kamen Ungezieferfälle häufig zur Beobachtung. Im Jahre 1949 ist Ungeziefer selten geworden. Eine besondere Entlausungsbaracke besitzt das Lager nicht. Sie brauchte eben nicht eingerichtet zu werden.“

Professioneller war die Vorbeugung gegen Typhus, Paratyphus, Pocken oder Diphtherie. Den regelmäßigen und umfangreichen Impfungen war es nach Meinung von Bernstein zu verdanken, dass „grössere Epidemien im Lager nicht auftraten“.:S. 32 Ebenso fanden Röntgenuntersuchungen zur Tuberkulose-Erkennung statt
Die Infrastruktur der medizinischen Versorgung entsprach noch weitgehend der 1945 unter Harry Heath und dem Lagerarzt Pierre Clement geschaffenen Struktur mit einem Krankenhaus und zwei Ambulatorien. Das Krankenhaus, das nun 140 Betten besaß, firmierte als DP General Hospital W 166 und nahm auch Kranke aus der Umgebung zur stationären Behandlung auf. „Anfang 1949 gab es im Lager Hanau 23 Ärzte und 24 Krankenschwestern“, wovon 4 Ärzte und 2 Schwestern in der litauischen Ambulatorien arbeiteten und 3 Ärzte und 2 Schwestern in der Ambulanz für die restlichen Nationalitäten.:S. 33  6 der Ärzte waren Zahnärzte und boten entsprechende Behandlungen in den Ambulatorien an. Bernstein berichtete von etwa 2.000 zahnärztlichen Konsultationen, die in den Jahren 1947 bis 1949 monatlich stattgefunden hätten. 1949 erhielt das Lager ein eigenes zahntechnisches Labor.:S. 37–38
In seiner abschließenden Zusammenfassung ging Bernstein davon aus, dass die kostenlose Krankenversorgung im DP-Lager der Hauptgrund für deren „unverhältnismässige“ Inanspruchnahme gewesen sei.:S. 40

### Das Ende des DP-Lagers Hanau
Das DP-Lager Hanau diente seit 1949 als zentrale hessische DP-Einrichtung, da die anderen Lager in Hessen aufgelöst worden waren.:S. 285 Zu dieser Zeit waren die Alliierten aber auch schon dabei, eine endgültige Lösung für die DP-Lager und die in ihnen lebenden Menschen zu finden.
Bereits mit dem Übergang der Lagerverwaltung von der UNRRA auf die IRO war seit 1947:S. 208 das Resettlement, die Auswanderung der DPs in Länder wie Großbritannien, die USA, Frankreich, Palästina und Australien oder deren Eingliederung in Deutschland, zum obersten Ziel geworden. Damit einher ging die Diskussion darüber, wer künftig die Verantwortung für die DPs übernehmen solle. In der britischen und in der amerikanischen Besatzungszone wurden diese Prozesse unterschiedlich schnell vorangetrieben, doch am 9. Februar 1950 wurde die Bundesregierung von der Alliierten Hohen Kommission darüber informiert, dass sie vom 30. Juni 1950 an die Verantwortung über die noch in Deutschland lebenden DPs zu übernehmen habe und dass
„a. die IRO unverändert alle DPs betreuen werde, die sich am 30.6.1950 im Prozess des Resettlement befänden, und auch über diesen Termin hinaus alle diejenigen DPs, die in der sogenannten ‚pipeline‘ des Resettlement noch anstünden;
b. am 30.6.1950 alle übrigen DPs finanziell und verwaltungsmäßig in die Verantwortlichkeit der Bundesregierung gestellt würden, wobei jedoch die alliierten Vorbehaltsrechte nach §2 (d) des Besatzungsstatuts gelten würden;
c. die Mehrzahl dieser DPs auf Dauer in der Bundesrepublik bleiben würden, so dass deren zivilrechtlicher Status ein bedeutendes Problem sei, das entsprechender Gesetzgebung bedürfe;
d. eine uniforme Übergabe-Regelung nicht möglich sei, vielmehr die Bundesregierung die einzelnen Bundesländer auffordern solle, die Übernahme der DPs in separaten Verhandlungen mit den Besatzungsmächten abzusprechen.“
Ob Hessen insbesondere den Punkt d als Handlungsaufforderung begriff, ist ungewiss. Jedoch verhandelten bereits am 13. Juni 1950 Beamte des Hessischen Innenministeriums mit der Stadt Hanau über die Auflösung des DP-Lagers. Dabei standen sich zunächst zwei unterschiedliche Vorstellungen gegenüber: Das Land verlangte, die Stadt solle die noch verbliebenen 1.500 DPs übernehmen, und die Stadt, die sich schon 1947 um die Freigabe erst einer und dann aller Kasernen bemüht hatte, um die städtische Wohnungsnot zu mildern:S. 212, forderte erneut die Übertragung der Kasernen, um sie in Wohnraum für die einheimische Bevölkerung umwandeln zu können. Für letzteres war allerdings nicht das Land zuständig, sondern immer noch die Militärverwaltung, und die entschied, dass die Kasernen wegen des Koreakriegs in Zukunft militärisch genutzt würden.
Im Sommer 1950 wurden die pflegebedürftigen Hanauer DPs in süddeutsche Heime verlegt. In den Kasernen lebten danach noch 565 DPs sowie 82 Einheimische und 26 Umsiedler aus Schleswig-Holstein, die in der Stadt untergebracht werden mussten. Seitens der DPs kam es zu Protesten gegen diese Maßnahmen  und zu einer Reihe von Brandstiftungen.:S. 214 Zum von der US-Armee angesetzten letzten Räumungstermin, dem 30. November 1950, wurden 320 Menschen in die Obhut der Stadt Hanau übergeben und 150 zogen nach Frankfurt. „Der Rest sollte auf der Basis einer Arbeitsstelle verteilt werden.“:S. 215 Das Land Hessen stellte für die Unterbringung der letzten Hanauer DPs drei Baracken in Hanau und eine in Frankfurt zur Verfügung.
In der Folge der zuvor zitierten Beschlüsse der Alliierten Hohen Kommission wurden 1951 durch das Gesetz über die Rechtsstellung heimatloser Ausländer im Bundesgebiet aus den Displaced Persons Heimatlose Ausländer. Für einige von ihnen entstanden in Hanau vom Land Hessen geförderte Sozialwohnungen.